# Little Devil
Little Devil är en popsång med sångaren Neil Sedaka 1961. Den skrevs av Neil Sedaka tillsammans med Howard Greenfield, som båda var framgångsrika låtskrivare.
Låten finns med bland annat på albumet Breaking Up Is Hard To Do, som också är titeln på en annan av Neil Sedakas kända låtar.
"Little Devil" nådde placeringen #11 på USA-listan 1961, och plats #9 i England.
En svensk text till låten skrevs av Keith Almgren och gavs ut under titeln "Hej lilla flicka" med bland andra Matz Bladhs på albumet Leende dansmusik 91 och Mickeys.